# Cumana

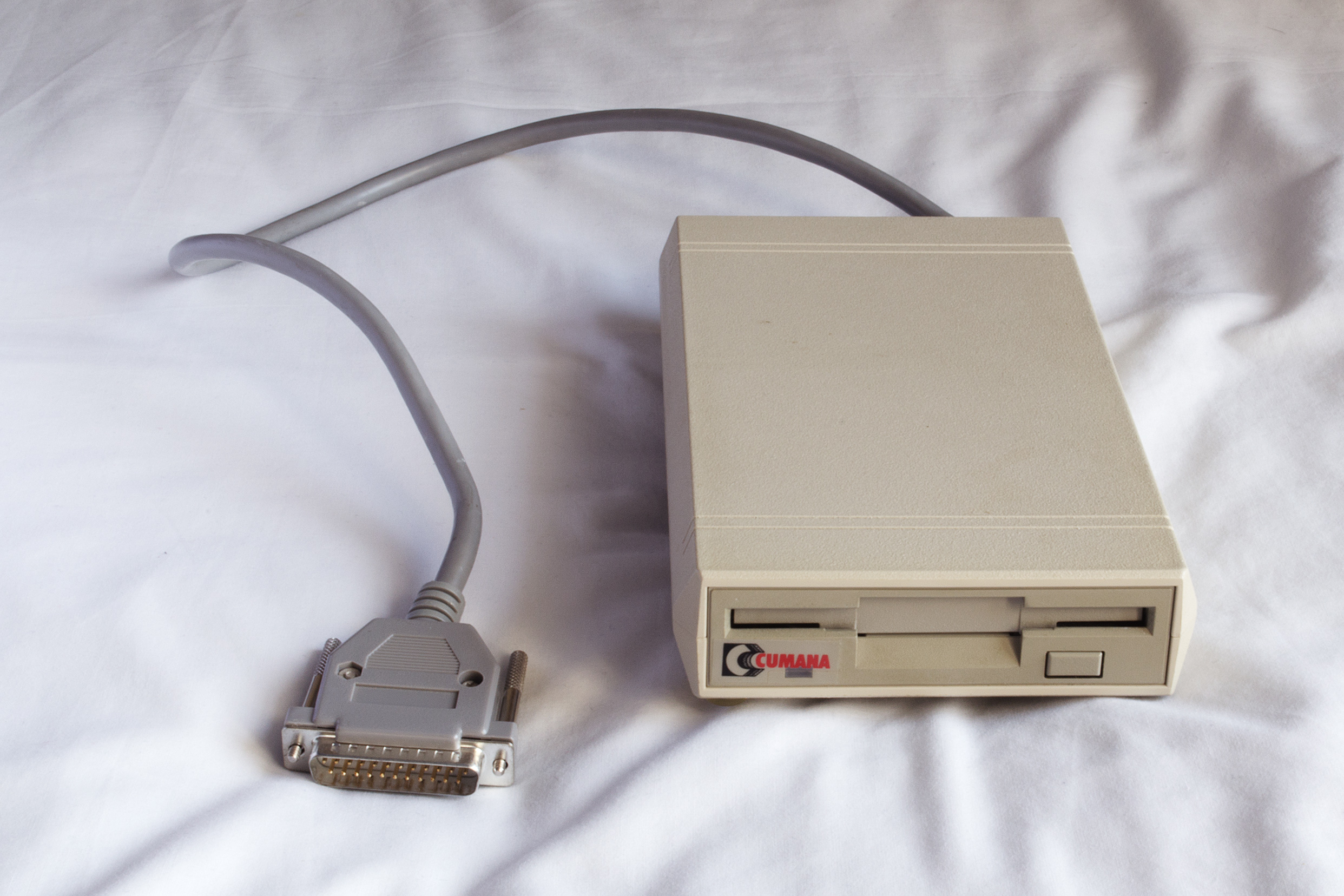
Unidad de disco Cumana CAX 354 para Amiga

Cumana Ltd fue una empresa con sede en Guildford, Inglaterra, dedicada a fabricar y comercializar productos para el mercado educativo por ordenador. Pese a ello, su producto más conocido son las series de unidades de disquete e interfaces que fabricó para varios ordenadores domésticos de 8 bits (Oric Atmos, Dragon 32...) pero sobre todo para el BBC Micro y otros ordenadores de Acorn Computers.
En 1995, tras haber expandido su gama de periféricos a tarjetas de interfaz SCSI y unidades de CD ROM, Cumana cesa sus actividades. El 5 de diciembre de 1995 la marca y sus diseños son adquiridos por Economatics Education Ltd., otra empresa británica con sede en Sheffield (hoy parte de HPC Compressed Air Systems), por entonces también dedicada al mercado educativo, que planea crear con ellos su propia línea de informática educativa. Las plantas ensambladoras de electrónica son adquiridas por Kenure Developments Ltd (KDL).
El proyecto de Economatics no acaba de cuajar y la marca y diseños son vendidos a Cannon Computing, que en 2009 continúa fabricando y distribuyendo hardware para el mercado educativo con la marca Cumana.